# Parciális differenciálegyenlet

A kétdimenziós hőegyenlet megoldásának szemléltetése. A hőmérséklet van a harmadik dimenzió függvényében ábrázolva

A matematikában a parciális differenciálegyenlet (röviden PDE) ismeretlen többváltozós függvényeket és ezek parciális deriváltjait tartalmazó differenciálegyenlet. A parciális differenciálegyenletek olyan problémákat fogalmaznak meg, amelyekben a keresett függvények és azok deriváltjai több független változótól függnak. Az ismeretlen függvények meghatározhatóak analitikusan, vagy kereshetjük a megoldásokat numerikus módszerek segítségével. A differenciálegyenletek másik nagy osztálya a közönséges differenciálegyenletek (KDE), amely egyváltozós függvényeket és ezek deriváltjait foglalja magába.
A parciális differenciálegyenletek és azok megoldásainak keresése az egyik leggyakrabban előforduló matematikai probléma a közgazdaságtanban, a mérnöki tudományokban, illetve az élő és élettelen természettudományokban. Alapvető jelentőséggel bírnak számos fizikai jelenség, mint a hang, hővezetés, elektrodinamika, áramlástan, rugalmasság vagy kvantummechanika matematikai leírásában. 
A  XVII. századra során, az Isaac Newton és Gottfried Wilhelm Leibniz által kidolgozott differenciál- és integrálszámítás lehetővé tette a parciális differenciálegyenletek formális megalapozását. A résztudomány megszületése a XVIII. századra tehető, és első úttőrői Pierre-Simon Laplace, illetve Jean-Baptise Joseph Fourier voltak, akik jelentős eredményeket értek el a hővezetés, illetve a gravitációs mezők parciális differenciálegyenletekkel való leírásával. 
A résztudományterület ezt követően gyorsan fejlődött, a XVIII-XX. között számos kiemelkedő matematikus járult hozzá a parciális differenciálegyenletek elméletéhez: Augustin-Louis Cauchy szintén az parciális differenciálegyenletek elméletének egyik megalapozója, ő dolgozta ki a róla elnevezett Cauchy-problémát. Jacques Hadamard munkái hozzájárultak az elliptikus és hiperbolikus egyenletek megértéséhez, valamint általánosan a PDE-k megoldhatósága és stabilitása kapcsán. Carl Gustav Jacob Jacobi a megoldásokhoz alkalmazott integrálási módszerek terén végzett úttörő munkát, és rámutatott a szimmetriák jelentős szerepére a matematikai fizikában. Berhard Riemann nevézhez köthető a differenciálegyenletek geometriájának kidolgozása. A 20. század egyik legnagyobb hatású matematikusa a területen David Hilbert volt. Andrej Nyikoljaevics Kolmogorov dolgozta ki a sztochasztikus parciális differenciálegyenletek elméletét, amely lehetővé tette a véletlenszerű többváltozós, és vagy több dimenziós dinamikai rendszerek matematikai leírását. 

## Bevezetés
A PDE-k olyan egyenletek, amelyek valamilyen folytonos változók fejlődését írják le (térben, időben stb.). Egy merev test helyzetét megadhatjuk hat paraméterrel, de egy folyadék viselkedését jó néhány változó folytonos eloszlása adja meg, mint pl. a hőmérséklet, nyomás és így tovább. A merev test dinamikája egy véges dimenziójú konfigurációs térben játszódik le, egy folyadék dinamikája azonban meglehet, hogy akár egy végtelen dimenziójú konfigurációs térben kaphat helyet. Általában ez különbözteti meg a PDE-ket a KDE-ktől, de itt most, a közérthetőség kedvéért, lineáris problémákról fogunk nagyrészt beszélni. Általában az akusztika, folyadékdinamika, elektrodinamika, diffúzió és hőcsere területén van jelentős szerepe a differenciálegyenleteknek.
Egy PDE az {\displaystyle u(x_{1},...,x_{n})} függvényen a következő alakot ölti:
{\displaystyle f(x_{1},...,x_{n},u,{\partial u \over \partial x_{1}},...,{\partial u \over \partial x_{n}},{\partial ^{2}u \over \partial x_{1}\partial x_{1}},...,{\partial ^{2}u \over \partial x_{1}\partial x_{n}},...)=0}
Ha f lineáris függvénye u-nak és a deriváltjainak, akkor a PDE-t lineárisnak hívjuk. Általános példák közé tartozik a hőegyenlet, a hullámegyenlet, a Laplace-egyenlet, a Helmholtz-egyenlet, a Klein–Gordon-egyenlet vagy a Poisson-egyenlet.
Egy viszonylag egyszerű PDE:
{\displaystyle {\partial u \over \partial x}(x,y)=0}
Ez az összefüggés maga után vonja, hogy az u(x, y) függvény nem függ x-től. Azonban, az egyenlet nem ad információt arról, hogy u hogyan függ y-tól. Tehát az általános megoldása ennek az egyenletnek
{\displaystyle u(x,y)=f(y),}
alakú, ahol f egy véletlenszerű függvénye y-nak. A hasonszőrű közönséges differenciálegyenlet
{\displaystyle {\frac {\mathrm {d} u}{\mathrm {d} x}}(x)=0,}
amelynek megoldása
{\displaystyle u(x)=c,}
ahol c egy konstans, amely bármely értéket felvehet. Ez a két példa mutatja, hogy egy KDE megoldása véletlenszerű konstansokat feltételez, míg egy PDE megoldása véletlenszerű függvényeket. Egy PDE megoldása általában nem sajátos, ahhoz, hogy valamilyen sajátos formát öltsön mellékinformációkra van szükség a tartomány pereméről, ahol a megoldást definiáltuk. Példának okáért, a fenti egyszerű példában, az f(y) függvény meghatározható, amennyiben u értéke pontosítva van az x=0 vonalon.

## A létezés feltétele és az egyértelműség
Habár a megoldás létezésének és egyértelműségének (unicitásának) problémája a KDE-nek nagyon kielégítő magyarázatra lelt a Picard–Lindelöf-tétel szerint, azonban a PDE esetében szó sincs ilyesmiről. A Cauchy–Kovalevszkaja-tétel kimondja, hogy a Cauchy-problémák egyedi megoldásokhoz vezetnek bizonyos körülmények között, a legfontosabb ezek közül azt állítja, hogy a Cauchy-információk és a PDE-k együtthatói valós analitikai függvények. Talán úgy tűnhet, hogy ez az eredmény megalapozná a megoldások létezését és unicitását, de vannak példák olyan lineáris PDE-ekre amelyek együtthatóinak deriváltjai mindenféle rendűek (amelyek így nem utolsósorban nem analitikusak) de nincs megoldásuk egyáltalán: lásd Lewy (1957). Még ha létezik is egy PDE megoldása és egyedi is, lehet, hogy sosem fog a kívánatos tulajdonságokkal rendelkezni. A matematikai tanulmányozása ezen kérdéseknek általában egy erősebb kontextusába tartozik a „gyenge megoldásoknak”.
Egy példája a patológiás viselkedésnek az a következő (n-től függő) Cauchy-problémák sora Laplace-egyenletre vonatkoztatva
{\displaystyle {\frac {\partial ^{2}u}{\partial x^{2}}}+{\frac {\partial ^{2}u}{\partial y^{2}}}=0,~}
a következő peremfeltételekkel
{\displaystyle u(x,0)=0,}
{\displaystyle {\frac {\partial u}{\partial y}}(x,0)={\frac {\sin(nx)}{n}},}
ahol n egy egész szám. Az u deriváltja y szerint egyenletesen közelíti meg 0-t x-ben n növekedésével, de a megoldás
{\displaystyle u(x,y)={\frac {\sinh(ny)\sin(nx)}{n^{2}}}.}
Ez a megoldás végtelenhez közelít ha nx nem egy egész többszöröse π-nek, bármely nem zéró y-ra. A Cauchy-probléma a Laplace-egyenletre vonatkoztatva rosszul feltett problémának minősül, hiszen a megoldása nem folytonosan függ a feladat adataitól. Ilyen rosszul feltett problémák nem sok esetben hasznosak fizikai szempontból.

## Jelölések
A PDE-kben a parciális deriválást általában indexes formájában szemléltetjük.
{\displaystyle u_{x}={\partial u \over \partial x}}
{\displaystyle u_{xx}={\partial ^{2}u \over \partial x^{2}}}
{\displaystyle u_{xy}={\partial ^{2}u \over \partial y\,\partial x}={\partial  \over \partial y}\left({\partial u \over \partial x}\right).}
Különös tekintettel a fizikában, del vagy más néven nabla (∇) gyakran használt mennyiség térbeli deriváltak jelölésére, és {\displaystyle {\dot {u}}\,{\ddot {u}}\,} az időbeli egyszeres, illetve kétszeres deriváltakra. Példának okáért a hullámegyenlet (lentebbi formalizmus) felírható, mint
{\displaystyle {\ddot {u}}=c^{2}\nabla ^{2}u}
illetve
{\displaystyle {\ddot {u}}=c^{2}\Delta u}
ahol Δ a Laplace-operátor.

## Besorolásuk
Néhány lineáris, másodrendű parciális differenciálegyenlet parabolikus, hiperbolikus vagy elliptikus kategóriákba sorolható. Mások, mint az Euler–Tricomi-egyenlőség különböző részekből áll össze. A besorolás arra szolgál, hogy útmutatást adjon a kezdeti- és peremfeltételek megközelítésével és a megoldás simaságával kapcsolatban.

### Elsőrendű egyenletek
A matematikában, egy elsőrendű PDE (ERPDE) egy olyan PDE, amely kizárólag az első rendű deriváltjait vonja be az n számú változóknak. Az egyenlet a következő alakot ölti:
{\displaystyle F(x_{1},\ldots ,x_{n},u,u_{x_{1}},\ldots u_{x_{n}})=0.\,}
Ilyen típusú egyenletek jelennek meg a karakterisztikus felületek építésében a hiperbolikus PDE-k, a variációszámítás, néhány geometriai probléma, és szimpla gázdinamikai modellek esetében, amelyek megoldásai a karakterisztikák metódusát hívja segítségül. Ha egy ERPDE megoldáscsaládja meghatározható, akkor egyéb mellékes megoldások kaphatóak meg a különböző egyedi esetekre kiterjesztve ezt. Egy kapcsolt műveletben, általános megoldások fedezhetőek fel KDE családok integrálása révén.

#### Karakterisztikus felületei a hullámfüggvénynek
A karakterisztikus felületeti a hullámfüggvénynek nem mások, mint szintfelületei a következő egyenlet megoldásainak:
{\displaystyle u_{t}^{2}=c^{2}\left(u_{x}^{2}+u_{y}^{2}+u_{z}^{2}\right).\,}
A nagylelkűség kárára megy ha {\displaystyle u_{t}=1} kikötést tesszük, de ebben az esetben u teljesíti
{\displaystyle u_{x}^{2}+u_{y}^{2}+u_{z}^{2}={\frac {1}{c^{2}}}.\,}
Vektorok alakjában,
{\displaystyle {\vec {x}}=(x,y,z)\quad {\hbox{and}}\quad {\vec {p}}=(u_{x},u_{y},u_{z}).\,}
Egy megoldáscsalád síkokkal, mint szintfelületek így adható meg
{\displaystyle u({\vec {x}})={\vec {p}}\cdot ({\vec {x}}-{\vec {x_{0}}}),\,}
ahol
{\displaystyle |{\vec {p}}\,|={\frac {1}{c}},\quad {\text{és}}\quad {\vec {x_{0}}}\quad {\text{tetszőleges}}.\,}
Ha x és x0 fixek, a külső rétegei ezeknek a megoldásoknak egy 1/c sugarú gömbön valamely pontban keresendő
ahol az u stacionárius. Ez akkor igaz, ha {\displaystyle {\vec {p}}} párhuzamos {\displaystyle {\vec {x}}-{\vec {x_{0}}}} különbséggel. Mivel a külső réteg egyenlete
{\displaystyle u({\vec {x}})=\pm {\frac {1}{c}}|{\vec {x}}-{\vec {x_{0}}}\,|.}
Ezek a megoldások olyan gömböknek felelnek meg, amelyek sugara c sebességgel csökken vagy nő. Ezek a fénykúpok a tér-idő vásznán.
A kezdetiérték feladat az egyenlőség alapján egy S szintfelületben nyilvánul meg ahol u = 0, t = 0. A megoldást megkapjuk, ha az összes S-en koncentrikus gömbhéjat számításba vesszük, amelyek sugara c sebességgel nő. Ez a külréteg szükségessé teszi a következőket
{\displaystyle {\frac {1}{c}}|{\vec {x}}-{\vec {x_{0}}}\,|\quad {\hbox{is stationary for}}\quad {\vec {x_{0}}}\in S.\,}
Ez a feltétel akkor elégül ki, ha {\displaystyle |{\vec {x}}-{\vec {x_{0}}}\,|} normális S-re. Ezért a külréteg nem másnak felel meg, mint mozgásnak c sebességgel a normálok mentén. Ezt másképpen a Huygens-féle hullámfront konstrukciónak nevezik: minden pont S-en kibocsát egy gömbhullámot t = 0 időpillanatban, és a hullámfront egy későbbi t időpillanatban tulajdonképpen egy ilyen külrétege ezeknek a gömbhullámoknak. Az S normáljai a fénysugarak.

### Lineáris másodrendű egyenletek
Elfogadva, hogy uxy = uyx, az általános másodrendű PDE két változóra a következő formát ölti:
{\displaystyle Au_{xx}+2Bu_{xy}+Cu_{yy}+\cdots {\mbox{(lower order terms)}}=0,}
ahol az A, B, C stb. függhetnek x-től és y-tól. Ha {\displaystyle A^{2}+B^{2}+C^{2}>0} egy részén az xy síknak, akkor a PDE másodrendű ebben az intervallumban. Ez a formalizmus hasonló egy kúpszelet egyenletéhez:
{\displaystyle Ax^{2}+2Bxy+Cy^{2}+\cdots =0.}
Pontosabban, ∂x helyettesítve X-el, és így tovább a többi változót is (formálisan ezt egy Fourier-transzformációval végezzük el), egy konstans együtthatójú PDE-t egy ugyanolyan rendű polinommá alakít, ahol a legmagasabb rendű tag lesz a legfontosabb a besorolás szempontjából (egy homogén polinom, itt kvadratikus alakban).
Ahogyan kúpszeleteket és kvadratúrákat parabolikus, hiperbolikus vagy elliptikus besorolásokat kaphatnak a {\displaystyle B^{2}-4AC} diszkrimináns viselkedése alapján, úgy a PDE-el is ez történik. Azonban, a diszkrimináns a PDE-ben {\displaystyle B^{2}-AC,}-ként van megadva, attól az egyszerű konvenciótól fogva, hogy az xy tag általában 2B és nem B; formálisan, a diszkrimináns (a megfelelő kvadratúrának) a {\displaystyle (2B)^{2}-4AC=4(B^{2}-AC),} alakban írható, egy 4-es faktorral csökkentve az egyszerűség kedvéért.
1. {\displaystyle B^{2}-AC<0}: (elliptikus parciális differenciálegyenlet) → Az elliptikus PDE megoldásai olyannyira simák, mint amennyire az együtthatók engedik, az értelmezett tartományon belül ahol az egyenletünk van és a megoldásunk kerestetik. Pl. a Laplace-egyenlet analitikusnak mondható a saját értelmezési tartományán, de a megoldások felvehetnek olyan peremértékeket, ahol már elvesztődik a simaság. Egy fluidum szubszónikus sebességen megközelíthető elliptikus PDE-el, és az Euler-Tricomi egyenlőség elliptikus lesz ha x < 0.
2. {\displaystyle B^{2}-AC=0}: (parabolikus parciális differenciálegyenletek) → A parabolikus egyenletek minden pontban átalakíthatóak a hőegyenlethez hasonló alakba, egy független változó cserével. A megoldások kisimulnak, ahogyan a transzformált időbeli változó értéke nő. Az Euler-Tricomi egyenlőség parabolikus jelleget vesz fel az x = 0 egyenesen.
3. {\displaystyle B^{2}-AC>0}: (hiperbolikus parciális differenciálegyenletek) → A hiperbolikus egyenletek minden függvényi diszkontinuitást vagy rendellenességet a kezdeti adatokban tárolják. Egy példa erre a hullámfüggvény. A fluidum mozgása szuperszonikus sebességeken megközelíthető hiperbolikus PDE-el, és az Euler-Tricomi egyenlőség akkor lesz hiperbolikus, ha x > 0.
Ha tehát n független változóm (x1, x2, x3,…, xn) van, egy általános lineáris másodrendű PDE a következő formát veszi fel:
{\displaystyle Lu=\sum _{i=1}^{n}\sum _{j=1}^{n}a_{i,j}{\frac {\partial ^{2}u}{\partial x_{i}\partial x_{j}}}\quad {\text{ plus lower-order terms}}=0.}
A besorolás az ai,j mátrix együtthatóiból előálló sajátértékek természetétől függ:
1. Elliptikus: A sajátértékek mind pozitívak vagy mind negatívak.
2. Parabolikus: A sajátértékek mind pozitívak vagy mind negatívak, egyet kivéve, amely 0.
3. Hiperbolikus: Csak egy negatív sajátérték van és a többi pozitív, vagy csak egy pozitív és a többi negatív.
4. Ultrahiperbolikus: Több, mint egy negatív sajátérték van és több, mint egy pozitív sajátérték van, illetve nincsenek zérus sajátértékek. Csak egy korlátolt elmélet létezik az ultra-hiperbolikus egyenletekre (Courant és Hilbert, 1962).

### Elsőrendű egyenletrendszerek és karakterisztikus felületek
A PDE-ek besorolása kiterjeszthető az elsőrendű egyenletrendszerekre is, ahol az ismeretlen u most egy vektor m komponenssel, és az együtthatók Av m x m mátrixok v = 1,...,n esetén. A PDE így néz ki:
{\displaystyle Lu=\sum _{\nu =1}^{n}A_{\nu }{\frac {\partial u}{\partial x_{\nu }}}+B=0,}
ahol az együtthatók ( Av mátrixok és B vektor) x-től és u-tól egyaránt függhetnek. Ha egy hiperfelület S implicit alakban megadható, mint
{\displaystyle \varphi (x_{1},x_{2},\ldots ,x_{n})=0,\,}
ahol φ nem zérus gradienssel rendelkezik, akkor S egy karakterisztikus felület L operátorra nézve egy adott pontban ha a karakterisztikus jelleg eltűnik:
{\displaystyle Q\left({\frac {\partial \varphi }{\partial x_{1}}},\ldots ,{\frac {\partial \varphi }{\partial x_{n}}}\right)=\det \left[\sum _{\nu =1}^{n}A_{\nu }{\frac {\partial \varphi }{\partial x_{\nu }}}\right]=0.\,}
A geometriai értelmezése ennek a feltételnek a következő: ha u-tól származó adat megjelenik az S felületen, akkor lehetséges, hogy meghatározható a normális deriváltja u-nak S-re nézve, a differenciál egyenletből származtatva természetesen. Ha az adat S-en és a differenciál egyenlet u-nak S-re vett normál deriváltját határozzák meg, akkor S nem-karakterisztikus. Ellenkező esetben az S felület karakterisztikus, és a differenciál egyenlet S-re korlátozza az adatot: erre mondjuk, hogy a differenciálegyenlet internális S-re nézve.
1. Egy elsőrendű rendszer Lu = 0 elliptikus, ha egyetlen felület sem karakterisztikus L-re nézve; az u értékei S-en és a differenciálegyenlet mindig u S-re vett normál deriváltját határozzák meg.
2. Egy első rendű rendszer hiperbolikus egy pontban, ha abban a pontban az S felület ξ normállal térszerű. Ez azt jelenti, hogy bármely nem triviális η vektor, amely ortogonális ξ-re nézve, és egy λ skalár által meghatározott {\displaystyle Q(\lambda \xi +\eta )=0} egyenlet m valós gyöke (λ1, λ2, ..., λn) van. Tökéletesen hiperbolikus a rendszer ha ezek a gyökök különbözőek. A mértani értelmezése ennek a feltételnek a következő: a karakterisztikus forma Q(ζ) = 0 egy kúpot határoz meg (a normális kúpot), ζ homogén koordinátákkal. A hiperbolikus esetben, ez a kúp m palásttal rendelkezik és a ζ = λξ tengelyek ezekben a palástokban futnak: egyik tengely sem metsz egyetlen palástot sem. De mikor az eredeti helyzetből η-el elmozdítjuk őket, a tengelyek mindegyik palástot metszeni fogják. Elliptikus esetben, a normál kúp egyetlen valós palásttal sem rendelkezik.

### Vegyes egyenletek
Ha egy PDE nem állandó együtthatókkal rendelkezik, megtörténhet, hogy egyik előzőleg tárgyalt kategóriába sem tartozik, hanem ú.n. vegyes típusú. Egyszerű de fontos példaként felhozható az Euler–Tricomi-egyenlőség:
{\displaystyle u_{xx}\,=xu_{yy},}
amely elliptikus-hiperbolikus megnevezést kapta, ugyanis x < 0 részen elliptikus, míg x > 0 részen hiperbolikus és degenerált parabolikus x = 0 egyenesen.

### Végtelen rendű PDE-ek kvantum mechanikában
A kvantummechanika fázistérbeli megfogalmazásában a Hamiltoni kvantum egyenleteket kvantum részecskék pályájaként foghatjuk fel. Ezek az egyenletek végtelen rendű PDE-ek. Azonban, a félklasszikus kiterjesztésben egy véges számú KDE-ből álló egyenletrendszerhez jut, bármely ħ rögzített hatványára. A fejlődési egyenlete a Wigner-függvénynek, az is egy végtelen rendű PDE. A kvantum pályák valójában kvantum karakterisztikák, amelyek használatával kiszámítható a Wigner-függvény fejlődése.

## Analitikus megoldások

### Változók szétválasztása
A lineáris PDE-ek átalakíthatóak egy közönséges differenciálegyenlet rendszerré a változók szétválasztásának módszerével. Ez a technika a differenciálegyenletek karakterisztikus megoldásain alapul: ha bármilyen megoldást találunk, amely kielégíti az egyenletet és a peremfeltételeket, akkor az a megoldás (ez a közönséges differenciálegyenletekre is vonatkozik). Elfogadjuk, hogy a megoldás idő és térbeli függése felírható, mint olyan tagok szorzata, amelyek kizárólag csak az egyik paramétertől függnek, majd megnézzük ha így megoldhatóvá az egyenlet.
A módszer során gyakorlatilag egy PDE redukálunk egy másik PDE-re csak kevesebb változóval, amely KDE ha csak egy változótól függ – ezeket viszont könnyebb megoldani.
Ez lehetséges az egyszerűbb PDE-ek esetén, amelyeket szétválasztható parciális differenciálegyenleteknek is hívunk, és a tartományunk általában egy téglalap (az intervallumok szorzata). A szétválasztható PDE-ek diagonális mátrixoknak felelnek meg – ha koordinátaként fogjuk fel egy rögzített x-re adott értéket, akkor minden koordinátát külön kezelhetünk.
Ez a karakterisztikák metódusában általánosodik ki, és egyébként használják az integrál transzformációkban is.

### Karakterisztikák metódusa
Egyedi esetekben, olyan karakterisztikus görbéket találhatunk, amelyeken az egyenlet KDE-re visszavezetődik – a tartomány belül a koordináták megváltoztatásával kiegyenesíthetők ezek a görbék, így alkalmazni lehet a változók szétválasztását, és ezt az eljárást a karakterisztikák metódusának hívjuk.
Általánosabban megfogalmazva, karakterisztikus felületeket találhatunk.

### Integrál transzformáció
Az integrál transzformáció egy PDE-t átváltoztathat egy egyszerűbb változatává, különösképpen egy szétválasztható PDE-be. Ez egy operátor diagonalizálásának felel meg.
Egy fontos példa erre a Fourier-analízis, amely a hőegyenletet diagonalizálja a szinuszos hullámok sajátértékbázisát felhasználva.
Ha a tartományom véges vagy periodikus, egy végtelen tagok összegéből álló megoldás, mint a Fourier-sorok megfelelő, de a megoldások integrálja, mint amilyen a Fourier-integrál általában végtelen tartományok esetén szükséges. Egy pontbeli forrás esetén a megoldása a hőegyenletnek egy példa a Fourier-integrál használatára.

### Váltózócserés módszer
Gyakran egy PDE egyszerűbb alakra hozható, amelynek ismert a megoldása egy megfelelő változócserével. Pl. a Black–Scholes-féle PDE
{\displaystyle {\frac {\partial V}{\partial t}}+{\frac {1}{2}}\sigma ^{2}S^{2}{\frac {\partial ^{2}V}{\partial S^{2}}}+rS{\frac {\partial V}{\partial S}}-rV=0}
visszavezethető a hőegyenletre
{\displaystyle {\frac {\partial u}{\partial \tau }}={\frac {\partial ^{2}u}{\partial x^{2}}}}
változó cserét alkalmazva (teljes megoldást lásd itt: Solution of the Black Scholes Equation. [2008. április 11-i dátummal az eredetiből archiválva]. (Hozzáférés: 2018. június 24.))
{\displaystyle V(S,t)=Kv(x,\tau )}
{\displaystyle x=\ln \left({\tfrac {S}{K}}\right)}
{\displaystyle \tau ={\tfrac {1}{2}}\sigma ^{2}(T-t)}
{\displaystyle v(x,\tau )=\exp(-\alpha x-\beta \tau )u(x,\tau ).}

### Fundamentális megoldás
Inhomogén egyenletek gyakran megoldhatóak (konstans együtthatójú PDE-re mindig van megoldás) a fundamentális megoldás megtalálásával (egy pontbeli forrás esetén), aztán a peremfeltételek konvolúciója által megkapjuk megkapjuk a megoldást.
Ez hasonló ahhoz, ha megszeretnénk érteni a jelfeldolgozás területén egy szűrőt, az impulzus–válasz alapján.

### Szuperpozíciós elv
A szuperpozíciós elv lineáris rendszerekre érvényes, természetesen lineáris PDE rendszerekre is. Egy jól ismert szemléltetése az elvnek két hullám kölcsönhatásán alapul amelyek kombinációja egy nagyobb amplitúdó formájában jelentkezik, pl. {\displaystyle sin(x)+sin(x)=2sin(x)}. Ugyanez az elv figyelhető meg PDE esetében is, ahol a megoldás lehet valós vagy komplex és additív szuperpozíció. Ha {\displaystyle u_{1}}és {\displaystyle u_{2}} megoldásai a PDE-nek valamilyen R függvénytérben, akkor {\displaystyle u=c_{1}u_{1}+c_{2}u_{2}} bármely {\displaystyle c_{1}} és {\displaystyle c_{2}} konstans esetén, mivel azok mind megoldásai lesznek a PDE-nek, ha ugyanabban a függvénytérben vagyunk.

### Nem-lineáris egyenletek metódusai
Nem léteznek általános módszerek a nem-lineáris PDE-ek megoldására. Mégis, létezési és unicitási eredmények (mint a Cauchy-Kowalevski elmélet) gyakran léteznek, mivel a megoldások fontos kvalitatív és kvantitatív tulajdonságainak bizonyítékai (ezen eredmények kiszámításai az analízis nagy részét alkotják). Komputacionális megoldásai a nem-lineáris PDE-nek, mint a Fourier-metódus, bizonyos egyenletekre léteznek csak, mint a nem-lineáris Schrödinger egyenlet.
Nem utolsó sorban, néhány technika sok típusú egyenlethez használható. A h-elv (h-principle) a legerősebb metódus parametrikus egyenletek megoldására. A Riquier-Janet elmélet egy effektív módszer információ kinyerésére analitikusan túlhatározott rendszerekről.
A karakterisztikák metódusa (szimililaritás átalakító módszer) csak néhány nagyon különleges esetben használható PDE megoldásában.
Néhány esetben, a PDE megoldható perturbációs analízis alkalmazásával, amely esetében a megoldás korrekcióként fogható fel egy már ismert megoldású parciális differenciálegyenlethez. Alternatívaként megemlíthető a numerikus analízis technikái, az egyszerű véges differencia módszerétől a komplexebb többhálós és véges-elem módszeréig. Rengeteg érdekes probléma a tudományok vagy akár az ipar területéről számítógépes úton oldhatóak csak meg, néha nagy teljesítményű szuperszámítógépekkel.

### Lie-csoportos megoldás
1870-től Sophus Lie elmélete sokkal kielégítőbb alapokra helyezte a PDE-ek elméletét. Kimutatta, hogy az idősebb matematikusok integrál alapú elméletei a Lie-csoportok bevezetésével, egy általános forráshoz köthetőek: a KDE-ekhez, amelyek ugyanazt az infinitezimális transzformációt képviselik, amik nehézsége hasonló az integrálásokéhoz. Emellett még kiemeli az érintkezéses transzformáció témáját.
Egy általános megközelítése a PDE-ek megoldására a szimmetriatulajdonságait használja a differenciálegyenleteknek, a megoldások folytonos infinitezimális transzformációit a megoldásokra (Lie-elmélet). A folytonos csoport elmélet, Lie algebra és differenciálgeometria célja, hogy megértsük a lineáris és nem-lineáris PDE-ek struktúráját, annak érdekében, hogy integrálható egyenleteket generáljunk, hogy megtaláljuk a Lax párokat, rekurziós operátorokat, Bäcklund transzformáltakat és végül az exakt analitikus megoldásait a PDE-eknek.
Felismerték, hogy a szimmetrián alapuló módszerek alkalmasak a differenciálegyenletek tanulmányozására a matematika, fizika, mérnöki tudományok és sok más tudomány területén.

### Változók redukálásának módszere
Egy PDE {\displaystyle u(x,t)} megoldását egy hasonlósági függvény {\displaystyle f()} alakjában keressük aminek a redukált változóját {\displaystyle \eta }  a PDE eredeti változóiból, (pl x hely és t idő szerinti változó) definiáljuk.  Majd különféle algebrai lépésekkel a kezdeti PDEt  a hasonlósági függvényre vonatkozó közönséges differenciál egyenletre transzformáljuk. Ezáltal sok esetben teljes analitikus megoldás származtatható. A legismertebb ilyen Ansatz a  {\displaystyle u(x,t)=f(\eta )=f(x-ct)} haladó hullámú próbafüggvény amely hullám tulajdonságokat mutató rendszereknél vezet eredményre. Egy másik kevésbé ismert ilyen redukciós Ansatz ha önhasonló megoldást keresünk az {\displaystyle u(x,t)=t^{-\alpha }g(\omega )=t^{-\alpha }g{\Bigl (}{\frac {x}{t^{\beta }}}{\Bigr )}}  alakban,  ahol {\displaystyle g()} a hasonlósági függvény, {\displaystyle \omega } a redukált változó, {\displaystyle \alpha ,\beta } pedig a két valós önhasonló exponens. Ha mindkettő pozitív akkor {\displaystyle \alpha } felelős a megoldás időbeni szétfolyásáért, {\displaystyle \beta } pedig az időbeni csökkenésért. Ilyen típusú Ansatzal időben csökkenő, diszperzív megoldások kereshetőek. Néhány sorban megmutatható, hogy {\displaystyle \alpha =\beta ={\frac {1}{2}}} esetén a diffúziós vagy hővezetési egyenletre megkapjuk a Gauss függvényt mint jól ismert  fundamentális megoldást. Elvileg számtalan alakú redukált változó definiálható és használható PDEk vagy PDE rendszerek megoldására. Egy további Ansatz az angol traveling profile (haladó profil) nevet viseli és {\displaystyle u(x,t)=h(\eta )=a(t)h{\Bigl (}{\frac {x-b(t)}{c(t)}}{\Bigr )}} alakú, ahol most {\displaystyle a(t),b(t),c(t)} megfelelő simaságú analitikus valós függvények és ahol {\displaystyle a(t)} felelős az időbeli amplitúdóbeli változásért, {\displaystyle b(t)}  a hullám tulajdonságokért, {\displaystyle c(t)} pedig az időbeli szétfolyásért. Jól látható, hogy ez a formula interpolál a haladó hullámú és az önhasonló Ansatzok között. Egy példaképp megemlítjük, hogy az önhasonló Ansatzal analitikusan kiszámítható a fűtött határréteg sebesség, nyomás és hőmérséklet eloszlása. 

### Félanalitikus módszerek
Az adomiánus szétválasztási módszer, a Lyapunov mesterséges kisparaméteres módszer és He-féle homotópia perturbációs módszer mind speciális esetei a sokkal általánosabb homotópia analízis módszernek. Ezek sorbafejtési módszerek, és kivéve a Lyapunov módszert, mind függetlenek a kis fizikai paraméterektől összehasonlítva a jól ismert perturbációs elmélettel, emiatt ezek a módszerek rendkívül adaptívak és jóval általánosabbak.

## Numerikus megoldások
A három, PDE megoldására szolgáló, leggyakrabban használt numerikus módszer a véges-elem módszer (VEM), a véges-térfogat módszer (FVM) és a véges-differencia módszere (FDM), ahogyan egyéb más metódusok is, mint a sík-háló mentes módszerek, amelyek arra szolgának, hogy olyan feladatokat oldjanak meg, amelyek esetében az előbbi három módszer nem használ. A FEM egy prominens pozíciót foglal ezek között, különösképpen a kivételesen hatékony magas-rendű változata, a hp-FEM. Más hibrid verziói a FEM és sík-háló mentes módszernek: az általánosított véges-elem módszer (GFEM), kiterjesztett véges-elem módszer (XFEM), spektrális véges-elem módszer (SFEM), sík-háló mentes véges-elem módszer, szakadásos Galjokin-féle véges-elem módszer (DGFEM), elem-mentes Galjorkin-féle módszer (EFGM), interpoláló elem-mentes Galjorkin-féle módszer (IEFGM), stb.

### Végeselem-módszer
A véges-elem módszer (gyakorlati alkalmazása miatt gyakran hívják véges-elem analízisként (FEA)) egy numerikus technika, amely segítségével megközelítő megoldásait kaphatjuk meg a PDE-nek, ahogyan az integrál egyenleteknek is. A megoldás megközelítése vagy a differenciálegyenlet teljes kiejtésére teszi a hangsúlyt, vagy pedig a PDE átalakítására egy megközelítő KDE rendszerré, amelyeket aztán numerikusan integrálunk standard eljárások segítségével, mint az Euler-féle metódus, Runge-Kutta, stb.

### Véges differencia módszere
A véges differencia módszerek olyan numerikus módszerek, amelyek a differenciálegyenletek megoldását közelíti meg, oly módon, hogy a deriváltakat véges differenciaegyenletekkel közelíti.

### Véges térfogat módszere
Hasonló a véges differencia vagy véges-elem módszeréhez, az értékek diszkrét helyeken vannak kiaszámolva egy hálószerű geometrián. A „véges térfogat” a hálón minden csomópontot körülvevő véges kicsi térfogatra vonatkozik. A módszer során a térfogat integrálok azokban a parciális differenciálegyenletekben, amelyek divergencia tagot tartalmaznak átlesznek alakítva felületi integrálokká. Ezek a tagok aztán a kiértékelés során fluxusként értelmezettek minden véges térfogat felületén. Mivel az a fluxus, amely beáramlik egy térfogategységbe és amely kiáramlik egy szomszédosból, ugyanakkora, ezért ezek a metódusok konzervatívak.